# Gheorghe Erizanu
Gheorghe Erizanu (n. 8 iunie 1967, satul Cigârleni, raionul Ialoveni, Republica Moldova) este un blogger, eseist, jurnalist, publicist, om de afaceri, om de cultură și scriitor român din Chișinău.
Gheorghe Erizanu este fondatorul și directorul editurii Cartier (din 1995), una din editurile de prestigiul din spațiul limbii române. 

## Biografie

### Biografie timpurie
Născut pe 8 iunie 1967, în satul Cigârleni, raionul Ialoveni, Gheorghe Erizanu și-a petrecut copilăria la Pererâta, raionul Briceni, unde a absolvit școala medie. Între anii 1984 și 1991 a studiat ziaristica la Facultatea de Jurnalism a Universității de Stat din Chișinău. 

### Jurnalist
Din 1987 și până în 1996 activează în calitate de reporter, editor, secretar de redacție, redactor de cultură la diverse publicații din republică. În 1995, după un stagiu la Paris în calitate de ziarist, editează „Carte orange,” un volum de eseuri datorate activității sale de blogger.

## Editura Cartier
În același an, 1995, Gheorghe Erizanu fondează "Editura Cartier" care, în peste 18 ani de activitate, a devenit una din editurile prestigioase atât din Republica Moldova, cât și din România. Succesul editurii se datorește calității operelor publicate, respectiv a unei selecții riguroase a autorilor și/sau ale lucrărilor pe care editurile din România "i-au uitat" și "le-au uitat." Până în prezent, editura a publicat aproape 1.300 de titluri, care au apărut în seriile/colecțiile Cartier istoric, Rotonda, Cartier Clasic, Poesis, Istoric și multe altele. 

### Librării
În 2008, Gheorghe Erizanu deschide la Chișinău Librăria din Centru, unde sunt organizate întâlniri dintre cititori și scriitori importanți din republică, România și din străinătate.

## Cărți publicate
- 1995 - Carte oranj, editura Arc [3]
- 2012 - "Miercuri când era joi" [4][5]
- 2012 - "Ce spun cărțile - Bookiseli" [4][6][7]
- 2014 - "Ce spun cărțile - Alte bookiseli",  Editura Cartier, [8] [9]

## Afiliații
Gheorghe Erizanu este membru al Uniunii Scriitorilor din Republica Moldova.

## Recunoaștere, premii
- Distincția Cea mai frumoasă producție editorială a anului 2011 - "Comisia germană din cadrul UNESCO a declarat cartea Aceasta e prima mea revoluție. Furați-mi-o de Maria-Paula Erizanu drept cea mai frumoasă producție editorială a anului 2011." [10][11]